# Веремьев, Мефодий Николаевич
Мефодий Николаевич Веремьев (02.07.1914, Бежица, ныне в черте Брянска — 16.05.1993, Нижний Тагил, Свердловская область, РСФСР, СССР) — советский инженер, конструктор. Лауреат Ленинской премии.

## Биография
Окончил Орджоникидзеградский (Бежицкий) машиностроительный институт (1939), инженер-механик.
Работал на Уралвагонзаводе ведущим конструктором, заместителем главного конструктора КБ по вагоностроению.
С 1954 по 1986 г. — главный конструктор Уральского конструкторского бюро машиностроения.
Руководил проектированием и изготовлением оборудования и систем для заправки орбитальных космических кораблей «Восход», «Союз», «Протон», «Восток» и первого советского космического комплекса «Энергия-Буран», а также средств для транспортировки и хранения криогенных компонентов.
Кандидат технических наук (1978).
Лауреат Ленинской премии (1957) — за создание подвижной системы заправки жидким кислородом ракеты «Восток», вынесшей на орбиту искусственный спутник Земли.
Награжден орденами Ленина (1961), Октябрьской Революции (1971), Трудового Красного Знамени (1976), медалью имени академика С. П. Королёва (1975).
Умер 16 мая 1993 года в Нижнем Тагиле. Похоронен на кладбище «Пихтовые горы».
В 2021 году его именем была названа улица в Нижнем Тагиле.